# Brian Cullen
Brian Joseph Cullen (* 11. November 1933 in Ottawa, Ontario) ist ein ehemaliger kanadischer Eishockeyspieler, der im Verlauf seiner aktiven Karriere zwischen 1951 und 1963 unter anderem 345 Spiele für die Toronto Maple Leafs und New York Rangers in der National Hockey League (NHL) auf der Position des Centers bestritten hat.

## Karriere
Cullen verbrachte seine Juniorenzeit zwischen 1951 und 1954 bei den St. Catharines Teepees in der Ontario Hockey Association (OHA). Mit den Teepees gewann der Offensivspieler im Jahr 1954 – an der Seite seines jüngeren Bruders Barry – das Triple bestehend aus dem J. Ross Robertson Cup, der George Richardson Memorial Trophy und dem prestigeträchtigen Memorial Cup. Daran hatte er als Gewinner der Eddie Powers Memorial Trophy als punktbester Spieler der OHA und Red Tilson Trophy als wertvollster Spieler der Liga maßgeblichen Anteil. Insgesamt absolvierte Cullen in dem dreijährigen Zeitraum 212 Partien, in denen ihm 361 Scorerpunkte gelangen. Zudem lief er am Ende seiner ersten beiden Juniorenspielzeiten bereits für die Buffalo Bisons in der American Hockey League (AHL) auf, da er vertraglich an das Franchise der Chicago Black Hawks aus der National Hockey League (NHL) gebunden und von ihnen bei ihrem Kooperationspartner eingesetzt worden war.
Nach Beendigung seiner Zeit bei den Junioren wurde der Mittelstürmer im Mai 1954 im Tausch für George Blair, Frank Sullivan und Jack LeClair zu den Toronto Maple Leafs transferiert. In den folgenden beiden Spielzeiten pendelte Cullen zwischen dem NHL-Kader der Maple Leafs und den Aufgeboten der Farmteams der Organisation. In der Saison 1954/55 lief der Angreifer somit für die Pittsburgh Hornets in der AHL auf, in der folgenden Spielzeit für die Winnipeg Warriors in der Western Hockey League (WHL). Dort war in dieser Saison auch sein Bruder Barry aktiv, der im weiteren Verlauf des Spieljahres mit dem Team die Meisterschaft gewann. Ab dem Beginn der Spielzeit 1956/57 etablierte sich Cullen schließlich als Stammspieler bei den Toronto Maple Leafs, wo er bis zum Juni 1959 aktiv war, ehe er im Intra-League Draft von den New York Rangers ausgewählt wurde, die sich damit seine Dienste sicherten.
Bei den Rangers spielte der Kanadier bis zum Februar 1961 in der NHL, ehe er zu deren Farmteam in die AHL abgeschoben wurde. Bei den Buffalo Bisons, bei denen er bereits zum Beginn der 1950er-Jahre aufgelaufen war, war Cullen bis zum Ende der Saison 1962/63 aktiv, an deren Ende er mit dem Team den Calder Cup – abermals an der Seite seines Bruders Barry – gewann. Im Sommer 1963 beendete der 29-Jährige seine aktive Karriere.

## Erfolge und Auszeichnungen
| - 1954 J.-Ross-Robertson-Cup-Gewinn mit den St. Catharines Teepees - 1954 George-Richardson-Memorial-Trophy-Gewinn mit den St. Catharines Teepees - 1954 Eddie Powers Memorial Trophy - 1954 Red Tilson Trophy | - 1954 OHA First All-Star Team - 1954 Memorial-Cup-Gewinn mit den St. Catharines Teepees - 1963 Calder-Cup-Gewinn mit den Buffalo Bisons |

## Karrierestatistik
(Legende zur Spielerstatistik: Sp oder GP = absolvierte Spiele; T oder G = erzielte Tore; V oder A = erzielte Assists; Pkt oder Pts = erzielte Scorerpunkte; SM oder PIM = erhaltene Strafminuten; +/− = Plus/Minus-Bilanz; PP = erzielte Überzahltore; SH = erzielte Unterzahltore; GW = erzielte Siegtore; 1 Play-downs/Relegation; Kursiv: Statistik nicht vollständig)

## Familie
Cullens jüngere Brüder Barry und Ray waren ebenfalls professionelle Eishockeyspieler in der National Hockey League (NHL). Ebenso schaffte sein Neffe John, der Sohn Barrys, den Sprung in die NHL und bestritt dort über 650 Partien, während er zweimal am NHL All-Star Game teilnahm. Seine drei Großneffen Joe, Mark und Matt waren ebenfalls im professionellen Eishockey aktiv. Matt war dabei mit weit über 1.500 NHL-Einsätzen und drei Stanley-Cup-Siegen der mit Abstand erfolgreichste.